# Parque nacional de Kinabalu
El Parque Nacional de Kinabalu o Taman Negara Kinabalu, situado a 88 km de la ciudad de Kota Kinabalu, en el estado federal de Sabah, en la costa oeste de la isla de Borneo, Malasia.
Fundado en 1964 es uno de los primeros parques nacionales de Malasia, fue declarado como Patrimonio de la Humanidad por la Unesco en el año 2000. Abarcando una superficie protegida de 75.370 ha, que rodean al Monte Kinabalu.
Tiene una gran variedad de hábitats, tierras bajas tropicales, selvas lluviosas, selvas tropical de montaña, selva subalpina, y vegetación baja en las cotas más altas. Fue designado Centro de Diversidad de flora para el Sureste Asiático y excepcionalmente rico en especies, como por ejemplo, flora del Himalaya, China, Australia y Malasia, así como vegetación pantropical.